# Philip Verdon
Philip Verdon (ur. 22 lutego 1886 w Brixton, zm. 18 czerwca 1960 w Nairobi) – brytyjski wioślarz. Srebrny medalista olimpijski z Londynu (1908).
Zawody w 1908 były jego jedynymi igrzyskami olimpijskimi. Medal wywalczył w dwójce bez sternika, partnerował mu George Eric Fairbairn.